# Cornelii Merulae
Légende :
♦Patricien, ♦Plébéien, ♦Consulaire, ♦Sénatorial, ♦Équestre
Gens et Liste des gentes romaines
Les Cornelii Merulae sont une branche de la gens Cornelia, dont les membres les plus connus sont :
- Lucius Cornelius Merula (consul en -193) ; il écrasa les Boïens près de Modène;
- Lucius Cornelius Merula (consul en -87) en opposition à Cinna, ami de Marius ; à la rentrée de ce dernier dans Rome, il prévint la vengeance du vainqueur en se donnant la mort.

## Pour approfondir